# Pandanobasis cantuga
Pandanobasis cantuga is een libellensoort uit de familie van de waterjuffers (Coenagrionidae), onderorde juffers (Zygoptera). De wetenschappelijke naam van de soort is als Pericnemis cantuga in 1939 voor het eerst geldig gepubliceerd door Needham & Gyger.
De soort komt voor op de Filipijnse eilanden Mindanao en Dinagat.
1. ↑  (en) Pandanobasis cantuga op de IUCN Red List of Threatened Species.